# Hoplichthys
Hoplichthys is een geslacht van straalvinnige vissen uit de familie van hoplichthyden (Hoplichthyidae). Het geslacht is voor het eerst wetenschappelijk beschreven in 1829 door Cuvier in Cuvier & Valenciennes.

## Soorten
- Hoplichthys acanthopleurus Regan, 1908
- Hoplichthys citrinus C. H. Gilbert, 1905
- Hoplichthys fasciatus Matsubara, 1937
- Hoplichthys filamentosus Matsubara & Ochiai, 1950
- Hoplichthys gilberti D. S. Jordan & R. E. Richardson, 1908
- Hoplichthys haswelli McCulloch, 1907
- Hoplichthys imamurai Nagano, McGrouther & Yabe, 2013
- Hoplichthys langsdorfii G. Cuvier, 1829
- Hoplichthys mcgroutheri Nagano, Imamura & Yabe, 2014
- Hoplichthys mimaseanus Nagano, Endo & Yabe, 2013
- Hoplichthys ogilbyi McCulloch, 1914
- Hoplichthys pectoralis Fowler, 1943
- Hoplichthys platophrys C. H. Gilbert, 1905
- Hoplichthys regani D. S. Jordan, 1908